# Boy (film 2009)
Boy è un film del 2009 diretto da Auraeus Solito.
La pellicola racconta dell'infatuazione di un adolescente omosessuale nei confronti di un ragazzo suo coetaneo che lavora come ballerino in un locale. Presentato a numerosi festival internazionali, il "Board of Film Censors" di Singapore ha vietato la proiezione e distribuzione del film nel proprio territorio in quanto «pericolosamente normalizza l'omosessualità e tende a rendere romantico il rapporto sessuale tra uomini».
La pellicola è stata mostrata in anteprima mondiale al Torino Gay & Lesbian Film Festival nell'aprile 2009  e successivamente all'Outfest Los Angeles Gay and Lesbian Film Festival, al Jeonju International Film Festival in Corea del Sud (prima asiatica), all'ImagineNative Film & Media Arts Festival di Toronto (prima canadese), al Frameline Film Festival (San Francisco International Lesbian and Gay Film Festival) ed infine anche al Seattle International Film Festival.
Lo stesso regista diresse Ang pagdadalaga ni Maximo Oliveros.

## Trama
Il protagonista (identificato sempre  e solamente con l'appellativo di "Boy") è un giovane appartenente ad una famiglia relativamente agiata - questo almeno secondo i canoni filippini -, studia letteratura in un liceo privato, ha abbastanza frequentemente disponibilità di denaro ed è l'orgoglio della madre.
"Boy" è però anche un ragazzo che si sente attratto fisicamente dagli altri maschi; con le festività natalizie in arrivo inizia a frequentare un cabaret-night club gestito da una transessuale in cui, oltre agli spettacoli delle drag queen, assiste molto volentieri anche alle esibizioni del gruppo di giovani adibiti ai numeri di "danza erotica".
La trans manager del locale fa presto amicizia con lui e lo aiuta (in cambio di una congrua somma di denaro) ad esser presentato a qualcuno di quei giovanotti, ma ce n'è uno che più di tutti l'ha colpito e di cui Boy è rimasto subito fortemente affascinato. Questo secondo ragazzo opera, come tutti i suoi colleghi d'altronde, saltuariamente anche in qualità di prostituto; proveniente da una famiglia molto povera vive nei sobborghi della città in una zona sovraffollata: per mantenersi non gli rimane altro che dare spettacolo del proprio corpo (ha sempre avuto la passione del ballo) ed ogni tanto offrirsi ai clienti che pagano di più.
Boy non riesce a dimenticare il ragazzo ballerino, così sensuale e macho, e comincia a dedicargli una serie di poesie scritte da lui stesso ed intitolate "Boy-erotic boy", alcune delle quali riesce anche a declamare di fronte ad alcuni amici di scuola durante le letture pubbliche poetiche. Una sera finalmente trova il coraggio, sempre grazie all'amica trans, di "prenotare un appuntamento" col ballerino coetaneo: ha raccolto un po' di soldi vendendo fumetti proprio per prepararsi all'occasione.
È l'ultimo dell'anno, Boy porta il ballerino a casa sua e lo presenta alla madre come un caro compagno di scuola; gli fa poi vedere la collezione di pesci di varie razze raccolti in una serie di piccoli acquari che conserva nella sua stanza. Dopo essersi scambiati le camicie escono a guardare i fuochi artificiali di mezzanotte e fanno onore alla cena preparata dalla madre di Boy.
La notte di Capodanno la trascorrono assieme, Boy ha un rapporto sessuale col ragazzo ballerino assumendo il ruolo passivo; il mattino seguente, dopo che la madre li ha sorpresi nudi ed abbracciati ancora addormentati nello stesso letto, il ragazzo del cabaret si veste in fretta e furia ed esce dalla casa. Quando Boy si risveglia e non lo vede più accanto a lui viene preso dallo sconforto ma, appena fuori dal portone, ritrova il ragazzo che lo sta aspettando appoggiato al muro.
Dopo essersi fumati una sigaretta (come dice Boy, come in tutti i film che si rispetti dopo la scena di sesso le donne devono fumare) il ballerino porta Boy a veder dove abita; mano nella mano giungono così nel quartiere di periferia abbandonato a se stesso in cui il ragazzo vive in una delle baracche. Passano ancora un po' di tempo assieme, ma dopo aver bevuto un po' troppo Boy si sente male e vomita; il ragazzo allora lo prende in braccio per poterlo riaccompagnare indietro.